# Villefranche-le-Château
Pour les articles homonymes, voir Villefranche.
Villefranche-le-Château est une commune française située dans le département de la Drôme, en région Auvergne-Rhône-Alpes.

## Géographie

### Localisation

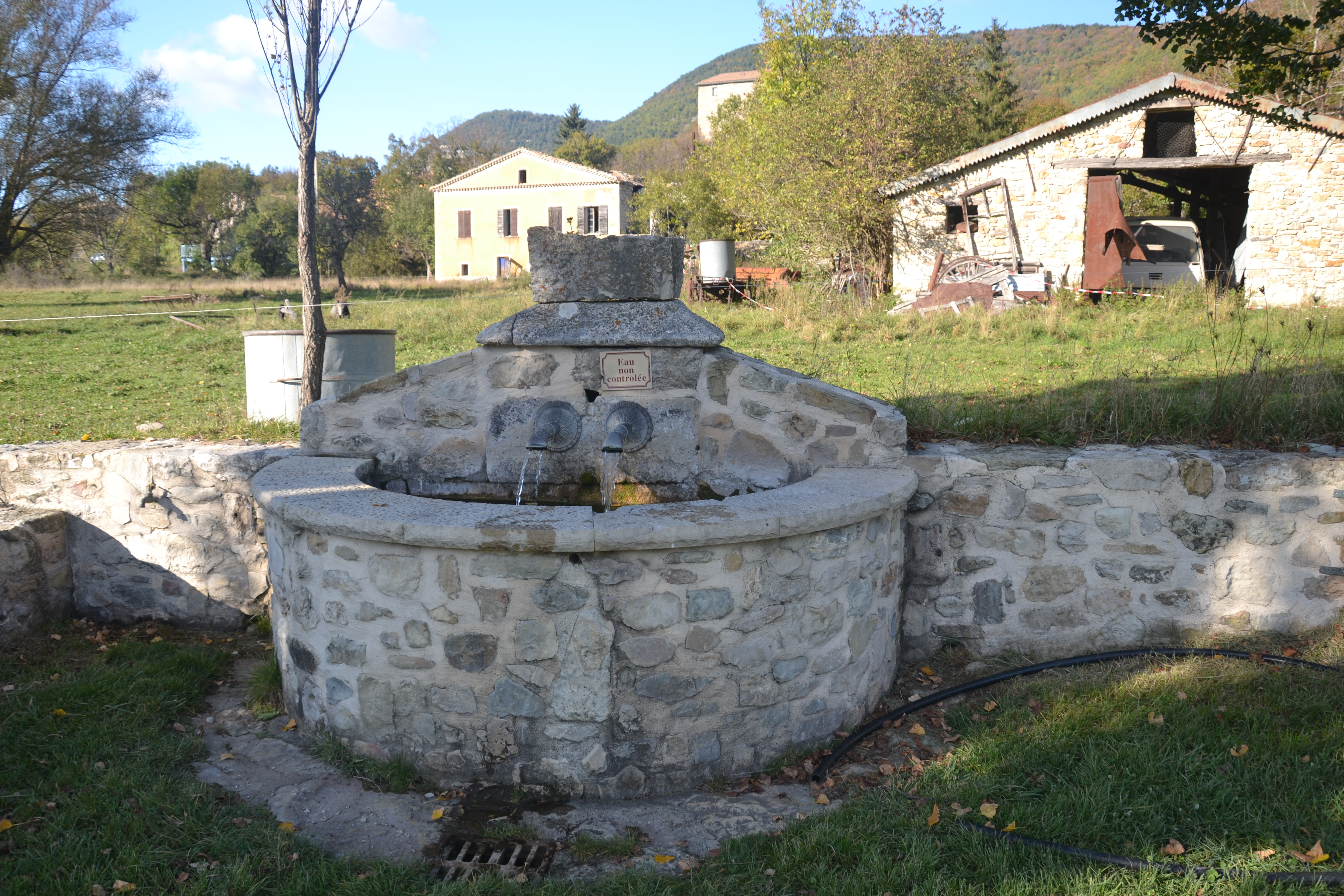
Ambiance de la commune : la fontaine

La commune de Villefranche-le-Château est située en Drôme provençale, au nord-est de Séderon.

### Géologie et relief

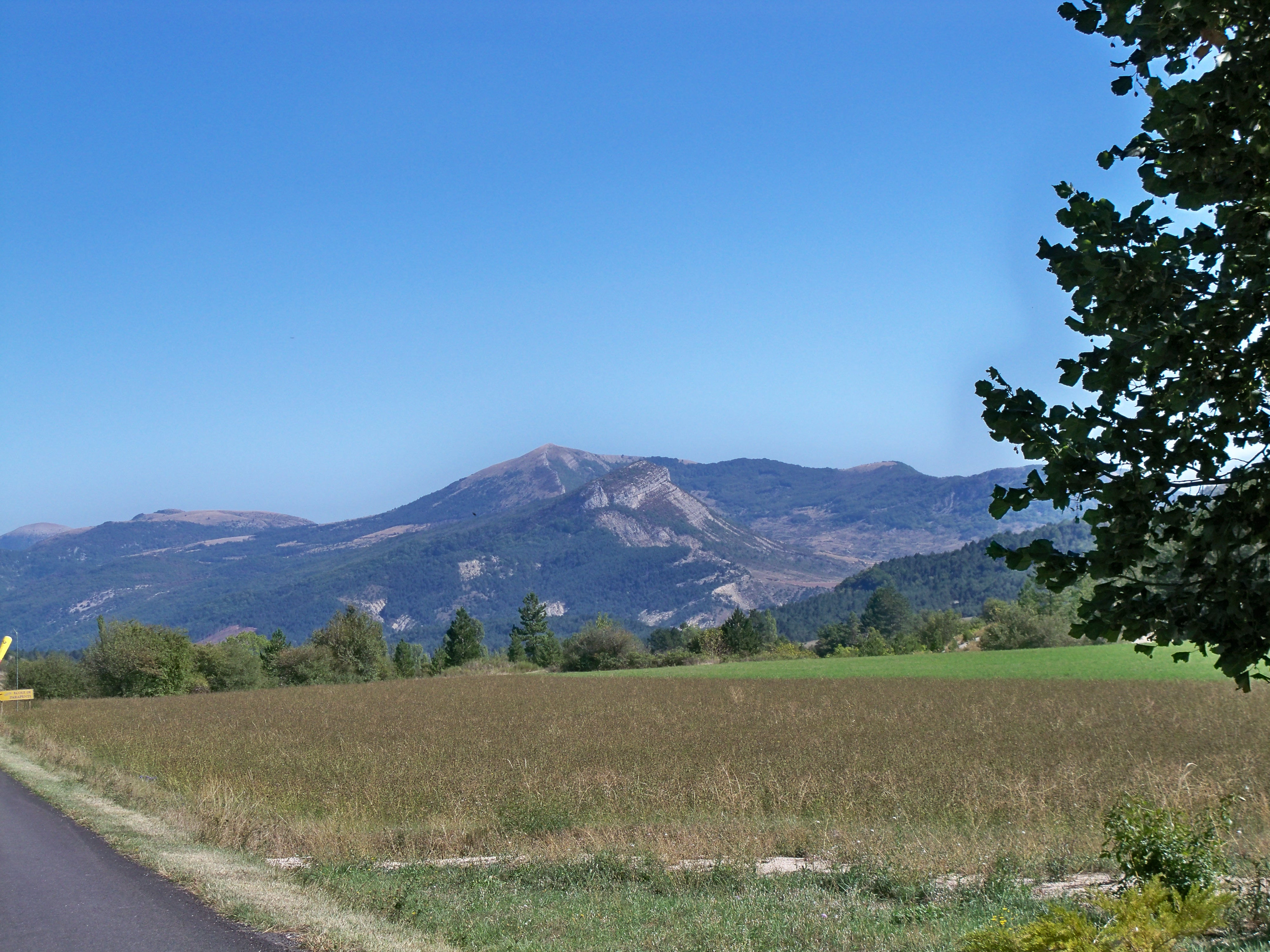
Paysage autour de Villefranche.

Environnement montagneux.
Sites particuliers  :
- Grand Col ;
- Montagne de Bergiès (1 301 m) ;
- Petit Col.

### Hydrographie
La commune est arrosée par les cours d'eau suivants  :
- le Rieu ;
- Ravin des Limites ;
- Ravin des Parties ;
- Ruisseau de Villefranche, affluent de la Méouge.

### Climat
Pour des articles plus généraux, voir Climat d'Auvergne-Rhône-Alpes et Climat de la Drôme.
En 2010, le climat de la commune est de type climat méditerranéen altéré, selon une étude du Centre national de la recherche scientifique s'appuyant sur une série de données couvrant la période 1971-2000. En 2020, Météo-France publie une typologie des climats de la France métropolitaine dans laquelle la commune est exposée à un climat de montagne ou de marges de montagne et est dans la région climatique  Alpes du sud, caractérisée par une pluviométrie annuelle de 850 à 1 000 mm, minimale en été. 
Pour la période 1971-2000, la température annuelle moyenne est de 10,3 °C, avec une amplitude thermique annuelle de 16,7 °C. Le cumul annuel moyen de précipitations est de 982 mm, avec 7,4 jours de précipitations en janvier et 4,6 jours en juillet. Pour la période 1991-2020, la température moyenne annuelle observée sur la station météorologique de Météo-France la plus proche, « Séderon », sur la commune de Séderon à 2 km à vol d'oiseau, est de 9,7 °C et le cumul annuel moyen de précipitations est de 1 032,4 mm,. Pour l'avenir, les paramètres climatiques de la commune estimés pour 2050 selon différents scénarios d'émission de gaz à effet de serre sont consultables sur un site dédié publié par Météo-France en novembre 2022.

## Urbanisme

### Typologie
Au 1er janvier 2024, Villefranche-le-Château est catégorisée commune rurale à habitat très dispersé, selon la nouvelle grille communale de densité à 7 niveaux définie par l'Insee en 2022.
Elle est située hors unité urbaine et hors attraction des villes,.

### Occupation des sols
L'occupation des sols de la commune, telle qu'elle ressort de la base de données européenne d’occupation biophysique des sols Corine Land Cover (CLC), est marquée par l'importance des forêts et milieux semi-naturels (84,8 % en 2018), une proportion identique à celle de 1990 (84,8 %). La répartition détaillée en 2018 est la suivante : forêts (52,7 %), milieux à végétation arbustive et/ou herbacée (21 %), zones agricoles hétérogènes (12,3 %), espaces ouverts, sans ou avec peu de végétation (11,2 %), terres arables (2,9 %). L'évolution de l’occupation des sols de la commune et de ses infrastructures peut être observée sur les différentes représentations cartographiques du territoire : la carte de Cassini (XVIIIe siècle), la carte d'état-major (1820-1866) et les cartes ou photos aériennes de l'IGN pour la période actuelle (1950 à aujourd'hui).

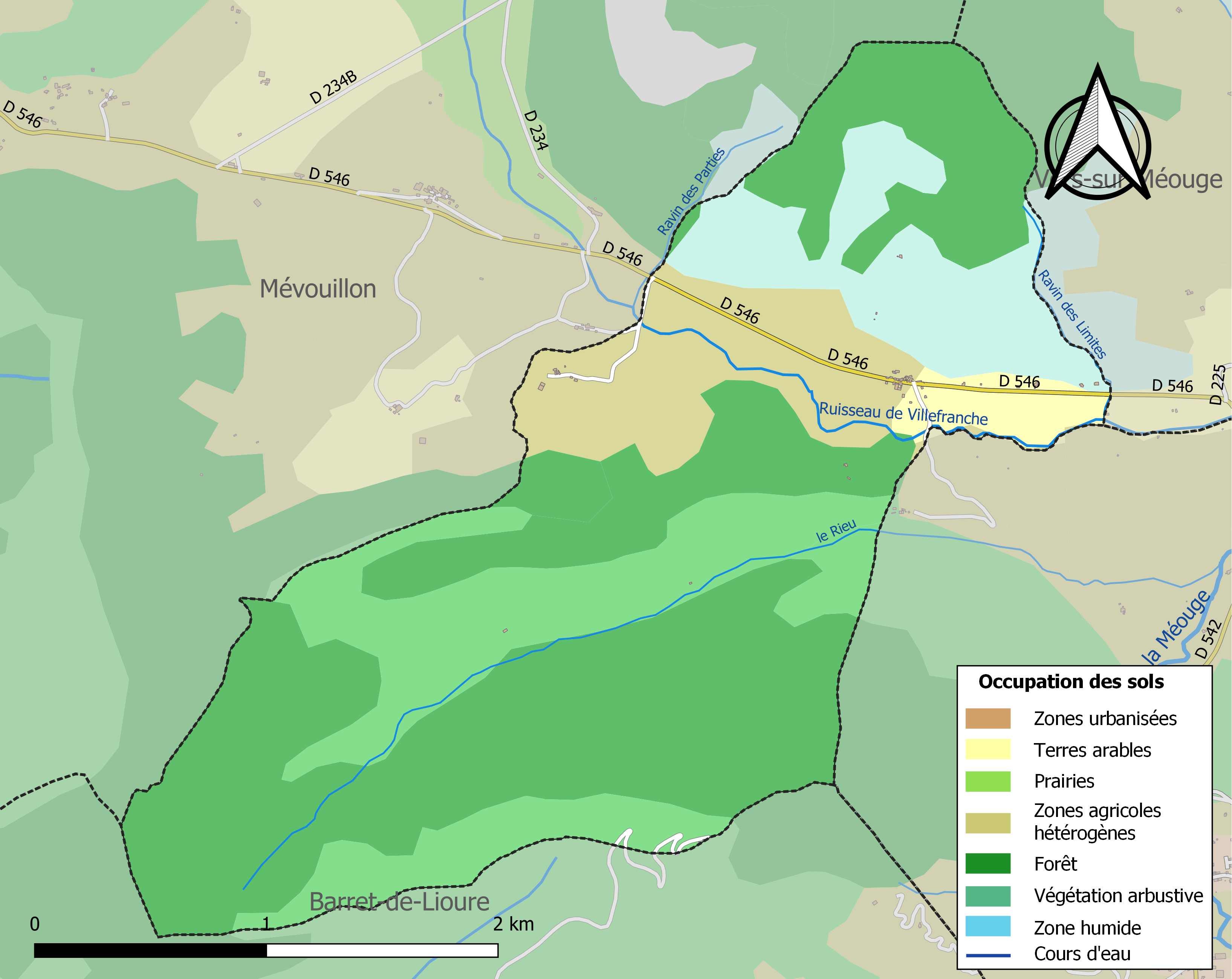
Carte des infrastructures et de l'occupation des sols de la commune en 2018 (CLC).

### Lieux-dits, hameaux et écarts
Le site Géoportail (carte IGN) indique  :
- Bois de Bergiès
- Collet du Bœuf
- Costeras
- Coutignat
- Gourgette
- la Garenne
- la Lèbre
- le Maupas
- les Blaches
- Morin
- Pascal
- Peyrebouc
- Trisson
- Ubac des Bayassières

### Habitat et logement
En 2018 et 2013, le nombre total de logements dans la commune était de 21, alors qu'il était de 22 en 2008.
Parmi ces logements, 47,6 % étaient des résidences principales, 52,4 % des résidences secondaires et 0 % des logements vacants. Ces logements étaient pour 100 % d'entre eux des maisons individuelles et pour 0 % des appartements.
Le tableau ci-dessous présente la typologie des logements à Villefranche-le-Château en 2018 en comparaison avec celle du Drôme et de la France entière. Une caractéristique marquante du parc de logements est ainsi une proportion de résidences secondaires et logements occasionnels (52,4 %) très supérieure à celle du département (8 %) et à celle de la France entière (9,7 %). Concernant le statut d'occupation de ces logements, 100 % des habitants de la commune sont propriétaires de leur logement (90,9 % en 2013), contre 61,9 % pour le Drôme et 57,5 % pour la France entière.
| Typologie                                               | Villefranche-le-Château | Drôme | France entière |
| ------------------------------------------------------- | ----------------------- | ----- | -------------- |
| Résidences principales (en %)                           | 47,6                    | 83,3  | 82,1           |
| Résidences secondaires et logements occasionnels (en %) | 52,4                    | 8     | 9,7            |
| Logements vacants (en %)                                | 0                       | 8,6   | 8,2            |

### Voies de communication et transports
Villefranche-le-Château est accessible par la route départementale RD 546.
La commune est desservie par la ligne de bus no 43 (Laragne - Mévouillon).

## Toponymie
Le dictionnaire topographique du département de la Drôme indique :
- 1293 : castrum de Villafranca (inventaire des dauphins, 221).
- 1317 : castrum de Villafrancha (Valbonnais, II, 165).
- 1891 : Villefranche, commune du canton de Séderon.

(non daté)[réf. nécessaire] : Villefranche-le-Château.

## Histoire

### Moyen Âge
La seigneurie :
- Au point de vue féodal, Villefranche était une terre de la baronnie de Mévouillon.
- 1250 : charte de franchises[1].
- 1256 : elle passe (par mariage) aux Isoard.
- Elle passe aux Baux, encore seigneurs en 1332.
- 1485 : passe aux Poitiers-Saint-Vallier.
- 1489 : donnée aux La Baume-Suze.

### Temps modernes
Le fief est :
- 1548 : vendue aux Gruel.
- 1609 : passe aux Orléans de Bedoin.
- Elle est vendue aux (du) Puy.
- Peu après : elle passe (par mariage) aux La Tour-Gouvernet, derniers seigneurs.

1733 : suppression du péage.
Avant 1790, Villefranche était une communauté de l'élection de Montélimar, de la subdélégation et du bailliage du Buis.
Elle formait une paroisse annexe de celle de Mévouillon, dont l'église (bâtie après 1664) était dédiée à sainte Madeleine et dont les dîmes appartenaient au prieur de Mévouillon qui assurait le service paroissial.

### Révolution française et Empire
En 1790, la commune est comprise dans le canton de Montauban. La réorganisation de l'an VIII (1799-1800) la place dans celui de Séderon.

## Politique et administration

### Rattachements administratifs et électoraux

#### Rattachements administratifs
La commune se trouve dans l'arrondissement de Nyons du département de la Drôme.  
Elle faisait partie depuis 1801 du canton de Séderon. Dans le cadre du redécoupage cantonal de 2014 en France, cette circonscription administrative territoriale a disparu, et le canton n'est plus qu'une circonscription électorale.

#### Rattachements électoraux
Pour les élections départementales, la commune fait partie depuis 2014 du canton de Nyons et Baronnies
Pour l'élection des députés, elle fait partie de la troisième circonscription de la Drôme.

### Intercommunalité
Villefranche-le-Château était membre de la petite communauté de communes des Hautes Baronnies, un établissement public de coopération intercommunale (EPCI) à fiscalité propre créé en 1999 et auquel la commune avait transféré un certain nombre de ses compétences, dans les conditions déterminées par le code général des collectivités territoriales.
Dans le cadre des dispositions de la loi portant nouvelle organisation territoriale de la République du 7 août 2015, qui prévoit que les établissements publics de coopération intercommunale (EPCI) à fiscalité propre doivent avoir un minimum de 15 000 habitants, cette intercommunalité a fusionné avec ses voisines  pour former, le 1er janvier 2017, la communauté  de communes des Baronnies en Drôme provençale, dont est désormais membre la commune.

### Liste des maires
| Période                                  | Période                        | Identité           | Étiquette | Qualité                |
| ---------------------------------------- | ------------------------------ | ------------------ | --------- | ---------------------- |
| Les données manquantes sont à compléter. |                                |                    |           |                        |
| 2001                                     | 2014                           | Éliane Gauthier    |           |                        |
| 2014                                     | mai 2020                       | Marie-Hélène Leroy | DVG       |                        |
| mai 2020                                 | automne 2022                   | Jason Duquenoy     |           | Ouvrier                |
| septembre 2022                           | En cours (au 16 décembre 2022) | Éliane Gauthier    |           | Agricultrice retraitée |

## Population et société

### Démographie
L'évolution du nombre d'habitants est connue à travers les recensements de la population effectués dans la commune depuis 1793. Pour les communes de moins de 10 000 habitants, une enquête de recensement portant sur toute la population est réalisée tous les cinq ans, les populations de référence des années intermédiaires étant quant à elles estimées par interpolation ou extrapolation. Pour la commune, le premier recensement exhaustif entrant dans le cadre du nouveau dispositif a été réalisé en 2008.

En 2022, la commune comptait 18 habitants, en évolution de −18,18 % par rapport à 2016 (Drôme : +2,64 %, France hors Mayotte : +2,11 %).
| 1793 | 1800 | 1806 | 1821 | 1831 | 1836 | 1841 | 1846 | 1851 |
| ---- | ---- | ---- | ---- | ---- | ---- | ---- | ---- | ---- |
| 79   | 64   | 97   | 94   | 112  | 99   | 100  | 101  | 122  |

| 1856 | 1861 | 1866 | 1872 | 1876 | 1881 | 1886 | 1891 | 1896 |
| ---- | ---- | ---- | ---- | ---- | ---- | ---- | ---- | ---- |
| 96   | 90   | 91   | 76   | 88   | 77   | 89   | 93   | 80   |

| 1901 | 1906 | 1911 | 1921 | 1926 | 1931 | 1936 | 1946 | 1954 |
| ---- | ---- | ---- | ---- | ---- | ---- | ---- | ---- | ---- |
| 69   | 62   | 65   | 41   | 51   | 54   | 51   | 33   | 25   |

| 1962 | 1968 | 1975 | 1982 | 1990 | 1999 | 2006 | 2008 | 2013 |
| ---- | ---- | ---- | ---- | ---- | ---- | ---- | ---- | ---- |
| 21   | 25   | 22   | 15   | 20   | 21   | 23   | 23   | 24   |

| 2018 | 2022 | - | - | - | - | - | - | - |
| ---- | ---- | - | - | - | - | - | - | - |
| 18   | 18   | - | - | - | - | - | - | - |

### Manifestations culturelles et festivités
- Fête : le dimanche après le 22 juillet[1].

### Sports et loisirs
Le parapente et le deltaplane sont pratiqués, depuis la montagne de Bergiès[réf. nécessaire].

## Économie

### Agriculture
En 1992 : lavande, tilleul, ovins.
(Autre source) : lavande, céréales, miel de tilleul, ovins.

## Culture locale et patrimoine

### Lieux et monuments

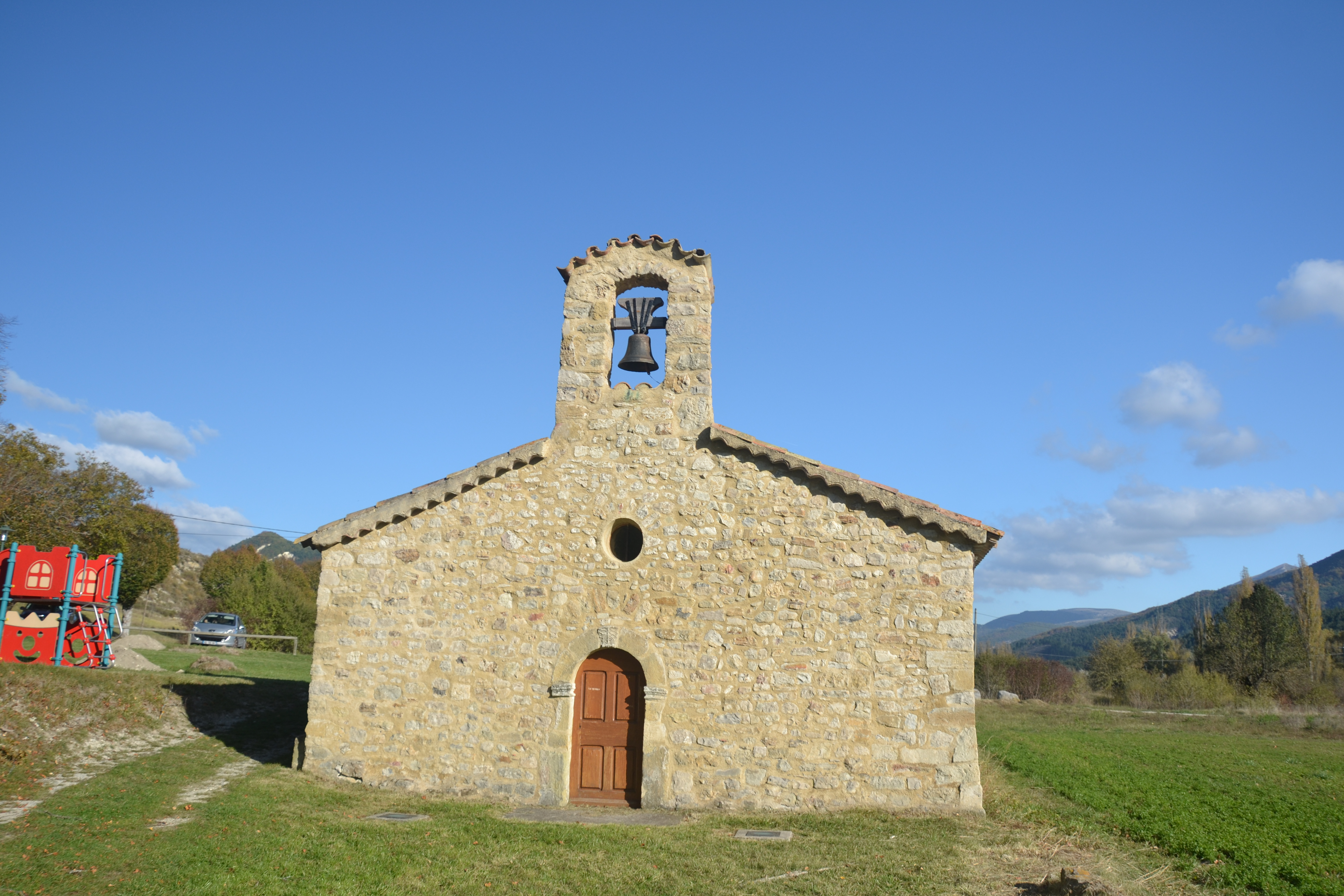
Chapelle Sainte-Madeleine.

- Château quadrangulaire flanqué d'une tour du XVIIe siècle, restauré et habité au XXe siècle[réf. nécessaire].
- Chapelle Sainte-Madeleine[réf. nécessaire].
- Chapelle rurale (XIXe siècle)[1].

## Pour approfondir